# 珲春铁路
珲春铁路，是一条位于中華人民共和國吉林省珲春市北部，跨越图们江连接朝鮮民主主義人民共和國咸鏡北道慶源郡訓戎里訓戎站，已经废弃的地方铁路，全长103.32公里。

## 历史
珲春线是满洲国时期吉林省修建的四条(珲春、龙舒、团杉、陶榆线)铁路之一，亦称东满铁道株式会社线，修建时全长105.288公里。
1934年7月至1935年7月，日本人门广谦吾等联络中、日、朝资本家集资修筑了由图们江南岸朝鲜训戎站接轨，经图们江北岸珲春县境内甩湾子至珲春县城的轻便铁路，全长14.778公里。
1937年，日本为扩大侵略，掠夺珲春县境内农、林、矿产资源，决定再修建自珲春，途经哈达门、老龙口、柳树河子、马滴达、塔子沟、镇安岭、五道沟至土门子铁路，设计长度90公里，标准轨距。于1938年动工，1939年修通到马滴达，通车56.57公里（马滴达〜土门子段路基完工未铺轨）同时，将训〜珲春间轻便铁路改为标准轨距铁路。又修筑了由珲春经骆驼河子分岔至板石和至庙岭的标准轨矿山支线，延长33.94公里。
至1945年8月，珲春铁路己西通朝鲜训戎，东至马滴达，南抵板石、庙岭三个方向。铁路总长度103.32公里。中国境内共有铁路102. 385公里。
1945年至1946年春，苏联驻军将珲春〜马滴达间56.57公里铁路拆除，钢轨及线路设备全部运到苏联。
1946年后，珲春〜训戎12. 81公里铁路为军工专用线。
1950年，军工单位迁往黑龙江省境内，该线线路停用。
1953〜1958年，吉林铁路局组织打捞队，将苏军拆除线路后弃入江中的钢梁打捞运走，同时拆除剩余线路，所有器材用于修建其他铁路。
1960年，中朝两国协议，将甩湾子〜训戎间图们江铁路桥梁拆除。